# Холмс, Филлипс
Фи́ллипс Холмс (англ. Phillips Holmes; 22 июля 1907, Гранд-Рапидс, Мичиган — 12 августа 1942, Онтарио) — американский киноактёр; канадский военный лётчик.

## Биография
Филлипс Холмс родился 22 июля 1907 года в городе Гранд-Рапидс (штат Мичиган, США). Отец — известный актёр театра и кино Тейлор Холмс (1878—1959), мать — малоизвестная канадская актриса Эдна Филлипс (1878—1952), младший брат — Ральф (1915—1945, умер от передозировки наркотиков), младшая сестра — Мэделин. Родившись в богатой семье, Филлипс получил престижное разностороннее образование: он окончил Кембриджский Тринити-колледж в Англии, затем Гренобльский университет во Франции и Принстонский университет в США. В последнем в 1928 году проходили съёмки фильма «Университет», и Филлипс был замечен кинематографистами в массе студентов и приглашён на кинопробы для более серьёзных ролей. Можно отметить, что это был не первый опыт молодого человека в кино. В возрасти 11 лет он снялся в массовке в малоизвестной ленте «Нелёгкие деньги», а в 18 лет — в эпизодической роли юноши на вечеринке в картине «Её рыночная стоимость» (в обоих случаях вместе с отцом).
Кинопробы прошли удачно, и за десять лет кинокарьеры (1928—1938) Филлипс Холмс снялся в 46 фильмах (44 американских, а двух последних — британских). После 1938 года он три с половиной года не снимался, а затем был призван в армию.
В 1933 году Холмс управлял автомобилем, его пассажиркой была известная киноактриса Мэй Кларк. Холмс врезался в припаркованную машину, в результате чего Кларк сломала челюсть и получила повреждения лица. Она предъявила водителю иск на 21 500 долларов (более 389 000 долларов в ценах 2018 года), утверждая, что Холмс управлял автомобилем в нетрезвом состоянии. Холмс полностью оплатил Кларк лечение, и на этом вопрос был исчерпан.
После нападения на Перл-Харбор в декабре 1941 года Холмс и Ральф были призваны в армию, служили в Королевских военно-воздушных силах Канады (так как их мать была канадкой). Филлипс проходил курс молодого бойца в Виннипеге (провинция Манитоба), а спустя примерно полгода вместе с шестью другими молодыми бойцами был отправлен для прохождения дальнейшей службы в столицу страны — Оттаву. 12 августа 1942 года самолёт, перевозивший новобранцев, столкнулся в воздухе с другим самолётом ВВС Канады в северо-западной части провинции Онтарио недалеко от местечка Армстронг. Выживших в той катастрофе не было.
8 февраля 1960 года посмертно «награждён» звездой на Голливудской Аллее славы «За вклад в развитие кинематографа».

### Личная жизнь
Филлипс Холмс не был женат, детей у него не было. Холмс был влюблён в певицу Либби Холмен (1904—1971), известную своей бурной и нетрадиционной личной жизнью, однако она в 1939 году вышла замуж за его брата, Ральфа. Брак продолжался считанные годы и вполне возможно, что именно из-за этого развода 30-летний Ральф Филлипс покончил с собой в 1945 году, спустя три года после гибели старшего брата.

## Избранная фильмография
- 1928 — Университет[англ.] / Varsity — Мидлбрук
- 1929 — Шальная вечеринка[англ.] / The Wild Party — Фил
- 1929 — Возвращение Шерлока Холмса[англ.] / The Return of Sherlock Holmes — Роджер Лонгмор
- 1930 — Только храбрые[англ.] / Only the Brave — капитан Роберт Даррингтон
- 1930 — Paramount на параде[англ.] / Paramount on Parade — охотник (в новелле «Девушка мечты»)
- 1930 — Её мужчина[англ.] / Her Man — Дэн Киф
- 1930 — Человек человеку[англ.] / Man to Man — Майкл Болтон
- 1931 — Уголовный кодекс[англ.] / The Criminal Code — Роберт Грэм
- 1931 — Американская трагедия / An American Tragedy — Клайд Гриффитс
- 1932 — Недопетая колыбельная[англ.] / Broken Lullaby — Пол Ренард
- 1932 — Ночной суд / Night Court — Майк Томас
- 1932 — Сделай меня звездой[англ.] / Make Me a Star — в роли самого себя (в титрах не указан)
- 1933 — Секрет мадам Бланше[англ.] / The Secret of Madame Blanche — Леонард Сент-Джон
- 1933 — Мужчины должны сражаться[англ.] / Men Must Fight — Боб Сьюард
- 1933 — Шторм на рассвете[англ.] / Storm at Daybreak — Ксахолий
- 1933 — Обед в восемь / Dinner at Eight — Эрнест Деграфф
- 1933 — Красота на продажу[англ.] / Beauty for Sale — Бёрт Бэртон
- 1933 — Пентхаус[англ.] / Penthouse — Том Сиддалл
- 1933 — Сценическая мать[англ.] / Stage Mother — лорд Эйлсуорт
- 1934 — Нана[англ.] / Nana — лейтенант Джордж Маффэт
- 1934 — Караван[англ.] / Caravan — лейтенант фон Токай
- 1934 — Большие надежды[англ.] / Great Expectations — Пип[англ.]
- 1936 — Болтушка[англ.] / Chatterbox — Филип Грин-мл.
- 1936 — Генерал Спанки[англ.] / General Spanky — Маршалл Вальен